# Новая музыка (Каччини)
«Новая музыка» (Le nuove musiche) ― сборник песен монодического склада для голоса и basso continuo, написанный композитором Джулио Каччини и опубликованный во Флоренции в июле 1602 года. Является одним из самых ранних, но при этом наиболее значительных примеров музыки эпохи раннего барокко в стиле Второй практики. «Новая музыка» содержит 12 мадригалов и 10 арий.
Сборник датирован февралем 1601 года по флорентийскому летоисчислению (stylus Florentinus); изначально его планировали опубликовать в начале 1602 года, но печатник, Джулио Марескотти, умер во время подготовки сборника к изданию, и выпуск был отложен до июля 1602 года.
Предисловие к «Новой музыке» представляет собой четкое описание цели, замысла и правильного исполнения монодической музыки того времени. В него включены примеры орнаментов ― например, как конкретный отрывок из пьесы может быть украшен несколькими различными способами, в соответствии с определенной эмоцией, которую хочет передать певец. Каччини выразил разочарование по поводу неуместного орнаментирования мелодии некоторыми певцами его времени. В предисловии также содержится похвала стилю, который изобрел Каччини, и выражается презрение к творчеству более консервативных и старомодных композиторов.
После публикации «Новая музыка» получила известность в Европе. В конце XVII века издатель Джон Плейфорд перевел предисловие к сборнику на английский язык и включил его фрагменты в свой трактат «Краткое введение в искусство музыки» (англ. A Breefe Introduction to the Skill of Musick). Успех «Новой музыки» вдохновил множество композиторов XVII века на создание подобных «песенных коллекций» и положил начало новой эпохе в истории вокальной музыки.